# Jerson Cabral
Jerson Cabral (* 3. Januar 1991 in Rotterdam) ist ein niederländischer Fußballspieler.
Cabral wuchs im Rotterdamer Stadtteil Delfshaven auf und spielt seit seinem sechsten Lebensjahr bei Feyenoord. Seinen ersten Profivertrag unterzeichnete er im August 2009; er läuft über zwei Jahre mit der Option auf eine zweijährige Verlängerung. Nachdem dem Linksaußen in seiner ersten Profispielzeit bei 23 Einsätzen lediglich ein Tor gelang (der wichtige Ausgleichstreffer beim 2:2 gegen den sc Heerenveen), ließ er in der Saison 2011/12 in den ersten fünf Spielen mit drei Treffern aufhorchen – zwei davon erzielte er beim 3:0-Sieg gegen Roda JC Kerkrade und das dritte kurioserweise erneut zum 2:2-Ausgleich gegen Heerenveen.
Im August 2010 wurde Cabral erstmals in den Kader U-21-Nationalmannschaft berufen, als jüngster Spieler des Teams.
Am 31. August 2012 wechselten Wesley Verhoek und Cabral den Verein. Cabral stand seitdem bei FC Twente Enschede unter Vertrag. Zur Saison 2013/14 spielte er in den Planungen von Coach Michel Jansen keine Rolle mehr und wurde an den Ligakonkurrenten ADO Den Haag verliehen, anschließend an Willem II Tilburg. Er wechselte nach Frankreich zum SC Bastia, blieb aber nur Ergänzungsspieler und wurde erneut verliehen – diesmal an Sparta Rotterdam. Seit 2017 spielte er je zwei Jahre in Bulgarien (Lewski Sofia) und in Zypern (Paphos FC); seit 2021 in Griechenland bei Ionikos Nikea.